# Grand Prix de Wallonie 1997
Il Grand Prix de Wallonie 1997, trentottesima edizione della corsa, si svolse il 30 marzo 1997 su un percorso di 199 km, con partenza da Jambes e arrivo a Namur. Fu vinto dal russo Dmitrij Konyšev della Roslotto-ZG Mobili davanti al francese Laurent Madouas e all'italiano Davide Casarotto.

## Ordine d'arrivo (Top 10)
| Pos. | Corridore          | Squadra                     | Tempo    |
| ---- | ------------------ | --------------------------- | -------- |
| 1    | Dmitrij Konyšev    | Roslotto-ZG Mobili          | 4h50'00" |
| 2    | Laurent Madouas    | Lotto-Mobistar-Isoglass     | a 1"     |
| 3    | Davide Casarotto   | Scrigno-Gaerne              | a 29"    |
| 4    | Maarten den Bakker | TVM-Farm Frites             | a 57"    |
| 5    | Chris Peers        | Lotto-Mobistar-Isoglass     | a 1'00"  |
| 6    | Biagio Conte       | Scrigno-Gaerne              | a 1'13"  |
| 7    | Andrea Ferrigato   | Roslotto-ZG Mobili          | s.t.     |
| 8    | Hendrik Van Dyck   | TVM-Farm Frites             | a 1'14"  |
| 9    | Luc Roosen         | Vlaanderen 2002-Eddy Merckx | a 1'15"  |
| 10   | Bjarne Riis        | Team Deutsche Telekom       | a 1'18"  |